# Jean-Marie Perrot
 (août 2013).
Si vous disposez d'ouvrages ou d'articles de référence ou si vous connaissez des sites web de qualité traitant du thème abordé ici, merci de compléter l'article en donnant les références utiles à sa vérifiabilité et en les liant à la section « Notes et références ».
Pour les articles homonymes, voir Perrot.
L'abbé Jean-Marie Perrot, en breton Yann-Vari Perrot, né le 3 septembre 1877 à Plouarzel (Finistère), tué le 12 décembre 1943 à Scrignac (Finistère) par un membre de l'organisation spéciale du Parti communiste français qui l'accusait de collaboration avec l'Allemagne nazie, est un prêtre catholique français et militant culturel breton.
Il est un des acteurs de premier plan du mouvement breton dès le début du XXe siècle, notamment via l'association culturelle catholique Bleun-Brug qu'il créé en 1905.

## Biographie

### Jeunesse
Jean-Marie Perrot est élevé dans une famille de paysans parlant le breton. Après des études au Juvénat des Frères de l'instruction chrétienne à Guingamp en 1889, il y exprime le désir de devenir prêtre. Il part alors faire ses humanités au Petit Séminaire de Pont-Croix. Après une année passée à Brest au sein du 19e régiment d’infanterie, il entre en 1899 au Grand Séminaire de Quimper, où il se fait l'apôtre de la langue et de la culture de son pays breton auprès de ses confrères séminaristes, notamment en relançant l'Académie bretonne (ou Kenvreuriez ar Brezoneg) fondée quelques années plus tôt pour y défendre et enseigner la langue et l'histoire de la Bretagne. Ordonné prêtre le 25 juillet 1903, il assure quelques mois de ministère à La Forest-Landerneau avant de recevoir sa première nomination officielle comme vicaire à Saint-Vougay en avril 1904 : il y entreprend la création d’un patronage, Paotred Sant-Nouga, où il forme la jeunesse au travers de cercles d’études, d’une chorale et d’un groupe de théâtre.

### De 1905 à la Seconde Guerre mondiale
L'association Bleun-Brug (Fleur de Bruyère) a été créée en 1905 par l'abbé Perrot avec sa revue Feiz ha Breiz (Foi et Bretagne) qui existe depuis 1899, et qu'il dirige à partir de 1911, année où l'abbé Perrot publie une nouvelle version du Buhez ar Zent. Animé par l'abbé Perrot, le mouvement Bleun-Brug organise chaque année (sauf entre 1914 et 1918) des Gouelioù ar Bleun Brug (fêtes annuelles estivales du Bleun-Brug, mêlant divertissements et études, auxquelles participent de nombreux Bretons[réf. nécessaire]). Le Bleun-Brug sera relancé par l'abbé Perrot en 1920 et rayonnera au-delà du pays de Léon, sur toute la Basse-Bretagne. 
En 1906 Jean-Marie Perrot lance un concours dans le journal Le Courrier du Finistère pour recueillir directement auprès des chanteurs et conteurs des textes issus de la tradition orale du pays de Léon. Ce fonds important (964 pièces) n'a fait l'objet d'une publication complète qu'en 2013 sous le nom de Barzaz Bro Leon. 
Nommé vicaire à Saint-Thégonnec au mois de mars 1914, l'abbé Perrot est mobilisé à Lesneven le 5 août; mais il demande à partir pour le front comme volontaire au Groupe des Brancardiers Divisionnaires. Il est décoré de guerre 1914-1918 : il reçoit la Croix de Guerre avec citation pour acte de bravoure sur le front, la Croix du combattant 14-18, et la médaille interalliée de la Victoire. Sur son livret militaire est porté l'appréciation : « Ordre no 64 du 22 juillet 1918 : s’est présenté comme volontaire pour évacuer sur une brouette un blessé urgent sur une route très violemment battue par l’artillerie et, malgré les gaz toxiques. A réussi à accomplir sa mission dont il était chargé ». 
Militant culturel, il possède depuis les années 1910 une aura importante dans l'Emsav. 
Il est nommé vicaire à Plouguerneau en 1920. En 1922, Yves Floc'h (futur peintre) devient garçon de presbytère à sa cure. L'abbé Perrot crée le patronage Michel Le Nobletz et organise des représentations théâtrales. Aussi, à cette occasion Yves Floc'h peint les décors d'une pièce et ses dons sont alors remarqués par le vicaire.
Dès 1932, son secrétaire est Herry Caouissin. Il est l'auteur d'innombrables articles et pièces de théâtre. En poste à Plouguerneau depuis 1920, l'abbé Perrot est muté en 1930 à Scrignac, bastion du PCF, par sa hiérarchie épiscopale qui désapprouve son engagement politique au-delà du plan culturel.
En 1937, il fait construire à Scrignac la chapelle de Koat-Keo par l'architecte James Bouillé, avec des sculptures de Jules-Charles Le Bozec, classée monument historique en 1997, aujourd'hui considérée comme un exemple significatif de la recherche d’une création architecturale bretonne moderne.
En 1938, Jean-Marie Perrot témoigne en faveur de militants nationalistes bretons inculpés pour détérioration de biens publics, après avoir peint des slogans sur les murs des préfectures pour dénoncer « la guerre en faveur des Tchèques » lors de la crise des Sudètes.
Le 8 juillet 1941, il fait partie de la commission d'écrivains qui adopte l'orthographe unifiée du breton (peurunvan).

### Débuts de la Seconde Guerre mondiale
Avec la guerre, son patriotisme breton lui attire l'hostilité grandissante d'une partie de la population[réf. nécessaire], hostile aux séparatistes issus de parti national breton qui revendiquent la fin de l'appartenance de la Bretagne à la France, ce qui a alimenté des mises en cause régulières sur son compte. Dès les années 1930, L’abbé Perrot est connu comme un sympathisant de ce parti[réf. nécessaire]. Le 9 août 1939, une section spéciale du PNB organise un débarquement d'armes et d'affiches fournies par l'Abwehr aux nationalistes bretons, près de Locquirec. Célestin Lainé affirmera en 1957 que l'Abbé Perrot lui avait donné la clé du jardin de l'abbaye pour y déposer « ce qui lui plaira », et que cette cache avait servi à dissimuler une partie de la cargaison récupérée à l'issue du débarquement.
Le 16 octobre 1939, des fils télégraphiques sont coupés dans la région d'Huelgoat. L'abbé Perrot est dénoncé aux autorités françaises comme étant l'auteur d'un sabotage. Les gendarmes perquisitionnent son presbytère par deux fois et l'abbé Perrot est soumis à un interrogatoire mais n'est pas arrêté car il possède un alibi. Un gendarme l'accusant publiquement d'être responsable de la coupure des fils, il porte plainte pour diffamation. Par la suite, l'enquête établit qu'un ballon captif de l'armée était responsable de la coupure des fils. À la demande du colonel de gendarmerie de Quimper, l'abbé retire sa plainte pour diffamation.

### Pendant l'Occupation
Pendant l'occupation, l'abbé Perrot reçoit régulièrement les nationalistes bretons les plus compromis avec l'occupant allemand. En novembre 1940, il reçoit également la visite de Joseph Otto Plassmann, directeur du « bureau II des questions raciales de la SS » et chargé par Himmler « de mener des investigations approfondies sur place afin de brosser un tableau précis de la situation ethnique en Bretagne ainsi que de l'état du Mouvement autonomiste breton », puis en août 1942 celle de François Debeauvais accompagné d'un officier du Sicherheitsdienst de Rennes à qui l'Abbé « fait forte impression. » Il donne par ailleurs l’hospitalité aux Jeunes des Bagadou Stourm — service d'ordre du PNB — qui manœuvraient dans le Finistère et dont les deux chefs, Yann Goulet et L’Haridon, avaient été arrêtés par la police française avant d'être relâchés par les Allemands. Selon Kristian Hamon, « dans cette commune, connue avant-guerre pour ses sympathies communistes, il est à craindre que ces visites ne soient de plus en plus mal perçues. » 
Pendant la guerre, le recteur de Scrignac continue à faire paraître Feiz ha Breiz. Dès 1940, il y publie un article à l'occasion des 700 ans de l'expulsion des Juifs par le duc de Bretagne Jean Le Roux, en 1240, article dans lequel il rappelle la législation édictée par le duc à l'égard des Juifs (alors que le statut des juifs vient d'être instauré par l'État Français) : une série de mesures discriminatoires qui s'achèvent par ces mots : « Nul ne doit être accusé ou traîné en justice pour les Juifs tués... ». L'abbé Perrot conclut en écrivant : « Setu dres ar pez a glasker ober d'ezo adarre breman, eun tamm, e holl broiou an Europ .. » qui se traduit par « Voilà précisément ce qu'on tente de leur faire à nouveau maintenant, sans exception, dans tous les pays d'Europe. »

Cependant, l'abbé Perrot condamne toujours fermement le paganisme chez les nazis, comme le montrent, entre autres exemples, ses débats avec Olier Mordrel. Jean-Marie Perrot est très ferme dans une lettre à une paroissienne écrite le 29 septembre 1943, peu avant son assassinat : 
«  J'ai l'honneur de vous faire savoir que le PNB dirigé, par M. Raymond Delaporte, est un parti qui n'a été et ne peut être, tant qu'il se maintiendra dans la voie qu'il suit maintenant, condamné par l'autorité ecclésiastique. Il n'en est pas de même de certains autres mouvements bretons tels que le groupement dit « Service spécial », dirigé par M. Célestin Lainé, de Ploudalmézeau, qui est nettement néo-païen, et le groupement Nemeton qui rêve de ressusciter la religion celtique. Ces groupements sont à fuir comme la peste. Vous me demandez ensuite s'il est permis de sympathiser avec les Allemands. Cela va sans dire puisque notre religion nous ordonne d'aimer même nos ennemis (le cardinal Baudrillart, qui était une autorité, prêchait la collaboration avec l'Allemagne). Néanmoins, il ne faut pas oublier qu'il y a Allemands et Allemands et que les Nazis sont des néo-païens dont il faut rejeter les doctrines parce que destructrices de tout l'ordre chrétien.  »
Dans une lettre adressée en mars 1943 à Yann Fouéré, il s'en prend en revanche aux jeunes de la commune qui refusent le recensement au STO : « Il faut d'autant plus s'occuper de nos jeunes qu'un vent de communisme souffle en ce moment violemment sur leur tête (...) n'est-il pas temps de protéger sérieusement nos magistrats contre cette bande d'énergumènes qui n'écoutent que la radio de Londres ? » L'abbé soutient par ailleurs l'invasion de l'Union soviétique et exalte dans un article de juillet 1943 « Les jeunes dans la fleur de l'âge qui sont allés donner la main aux Allemands pour se battre contre les sauvages de l'Est »
Bravant l’interdiction d’Adolphe Duparc de célébrer les fêtes du Bleun-Brug pendant l’occupation, il organise le Bleun-Brug de Tréguier les 29 et 30 août 1942 à l'occasion du 500e anniversaire de la mort du Duc de Bretagne Jean V. En octobre 1942, il est nommé membre du Comité Consultatif de Bretagne (CCB), une assemblée (non élue) mise en place par le Préfet Régional Jean Quénette pour présenter des propositions dans les domaines de la langue et de la culture bretonnes.
L'abbé Perrot aurait aussi caché plusieurs aviateurs alliés, selon une déclaration citée dans l'ouvrage de Jean-Jacques Monnier Résistance et conscience bretonne. A contrario, Kristian Hamon cite un exemple d'une de ces lettres de dénonciation de ses paroissiens. D'après Hamon, qui a retrouvé le dossier, un jeune breton, interprète au SD de Quimper sous l'occupation, révèle lors de son interrogatoire comment procédaient les informateurs des Allemands pour communiquer leurs informations au SD. Parmi ceux-ci, de nombreux membres du PNB. Cet interprète (PV du 11/9/1944) cite les noms de Bricler, d'un « barde » de Carhaix, d'un instituteur révoqué de Quimper et du curé de Scrignac.
Plus tard, son presbytère est partiellement occupé par l'occupant et il est alors accusé à tort d'héberger des soldats allemands[réf. nécessaire]. Le 7 août 1943, des manœuvres des Bagadoù Stourm se terminent à Scrignac

### Mort
L'abbé Perrot est abattu le 12 décembre 1943 par Jean Thépaut, résistant membre de l'Organisation spéciale du PCF de Scaër, membre du maquis de Saint-Goazec, pour certains auteurs sur l'ordre du Bureau central de renseignements et d'action de Londres. Le colonel Rémy et le colonel Passy (chef du BCRA) démentiront tous les deux toute implication du BCRA dans cette affaire. Concernant les raisons de cette exécution, la polémique n'est pas close : a été évoquée la publication dans sa revue Feiz ha Breiz d'un article sur Katyń mais également sa collaboration avec l'occupant et des soupçons de délation. « Après-guerre, Joseph Martray déclara que Perrot recevait beaucoup trop de monde chez lui : "Il a été exécuté à cause de ses imprudences" ».
Ces différences d'interprétations varient selon que l'on condamne cette exécution, que l'on en fasse un acte criminel partisan ou un acte de résistance. Pour Yvon Tranvouez « …de toute évidence, c’est bien parce que l’abbé Perrot occupait une place centrale, au double sens du terme, c’est-à-dire à la fois moyenne et forte, au sein du mouvement breton, qu’il s'est trouvé visé (…) L'abbé Perrot ne pouvait pas imaginer une Bretagne qui ne fût pas catholique. (…) Or, derrière le conflit des nations, il apercevait une « guerre civile européenne », pour parler comme l'historien allemand Ernst Nolte. (…) l'abbé Perrot condamnait également le nazisme païen et le communisme athée. Mais sans doute les circonstances l'ont-elles amené à penser que s'il ne fallait rien céder au premier, le danger principal venait du second (…) comme le cardinal Baudrillart, l'abbé Perrot fait partie de ces « nouveaux croisés » (…) qui, par phobie du communisme, ont été conduits à admettre la logique de la collaboration avec l'Allemagne, conçue conjoncturellement comme un moindre mal. Ce n'est donc pas, me semble-t-il, son nationalisme breton qui l'a conduit à cette extrémité et à ses conséquences fatales, mais plutôt son anticommunisme catholique, rigide et intransigeant. Au cœur du Léon, il ne lui en eût vraisemblablement rien coûté : à Scrignac, c'était suicidaire. ». Pour Philippe Bourdrel, l'anticommunisme et l'antisoviétisme des articles publiés dans Feiz ha Breiz le placent, qu'il le veuille ou non, dans le camp collaborationniste.
Les obsèques de l'abbé Perrot ont lieu à Scrignac le 15 décembre, en présence « du ban et de l'arrière-ban du mouvement breton » mais en l'absence de la plupart des habitants du village. Après l'oraison funèbre prononcée par Adolphe Duparc, évêque de Quimper, Célestin Lainé rend hommage à l'abbé « à la manière des anciens celtes » en passant une branche d'if au-dessus de son corps puis déclare « La guerre est déclarée entre les ennemis de la Bretagne et nous. Ils ont tiré les premiers. Maintenant nous allons prendre les armes. Nous sommes prêts. »

## LeBezen Perrot
Après la mort de l'abbé Perrot, Célestin Lainé donne le nom de Bezen Perrot au Bezenn Kadoudal, que les Allemands qui les commandent appellent der Bretonische Waffenverband der SS, où il a enrôlé une soixantaine d'hommes sous l'uniforme allemand de la SS, un mois avant la mort de l'abbé. C'est Ael Péresse, second de Lainé, qui a suggéré de changer le nom en Bezen Perrot, en l'honneur de l'abbé abattu. Cette appellation a pour effet de lier publiquement le nom du prêtre à leurs actions de collaboration en laissant croire que le Bezen Perrot a été créé en réaction à « l'indigne assassinat de l'abbé ». Or, cela est chronologiquement faux, le bezenn étant l'aboutissement de l'engagement pro national-socialiste de Lainé et consorts entamé dès les années 1930 et concrétisé dans différentes actions et par une succession de mouvements paramilitaires. Ainsi, par exemple, le Bezen Perrot possède pour sa fraction catholique un directeur de conscience, Alexis Presse, qui avait camouflé les armes du débarquement d'armes de Plestin en 1939, fournies par l'Abwehr.

## Postérité
L'abbé Perrot repose à la chapelle de Coat-Kéo, à Scrignac. La mémoire de Jean-Marie Perrot est toujours célébrée, notamment le Lundi de Pâques. 
Le rôle de l'abbé Perrot a été l'objet de polémiques sur « la cause bretonne », notamment entre Ronan Caouissin et le directeur du groupe théâtral Ar Vro Bagan. Unvaniez Koad Kev, association loi de 1901, a été créée pour maintenir le souvenir de l'abbé Perrot, fondateur du Bleun Brug (Fleur de bruyère), nationaliste breton, écrivain et apôtre de Feiz ha Breiz (Foi et Bretagne). Cette association est administrée principalement depuis 1957 par Yves Craff.  
Sa tombe à Koat-Keo est profanée à plusieurs reprises. Au début des années 1980, une croix est détruite, entrainant en réaction en octobre 1983 un attentat signé du Front de libération de la Bretagne contre le monument aux morts de Scrignac. Sa tombe est de nouveau profanée en avril 2018.

## Citations
(novembre 2016).
- Le résistant Fañch Gourvil[32] en 1990 : « L'abbé Perrot était bien connu pour ses attaches avec les Breiz Atao qui eux-mêmes… De là à en conclure, après la seconde arrestation de D., qu'il en portait la responsabilité, il n'y avait pas loin… En réalité, l'abbé, la bonté même, était bien incapable de nuire, même à un ennemi politique. Malheureusement, il avait des familiers, que vous connaissez aussi bien que moi et auxquels, fort innocemment, il avait dû rapporter le fait incriminé, lequel fut joint à d'autres concernant (…) le tout fut transmis à Quimper et enregistré, dans l'ordre, par celui qui, dans cette ville, centralisait les renseignements susceptibles d'intéresser à quelque titre la Gestapo. La Résistance locale, à Scrignac, fut sans doute mise au courant du passage concernant D. dans cette liste. À la suite de quoi, le pauvre recteur « paya de sa vie » une dénonciation dont il n'était pas l'auteur. »

- L'abbé Henri Poisson affirme dans son livre : « L’assassinat de l’abbé Jean-Marie Perrot, le 12 décembre 1943, plus connu, et à qui on ne pouvait reprocher que son ardente fidélité à la Bretagne, constitue un crime odieux et ne peut s’expliquer que par le régime d’anarchie et de totalitarisme qui fut la marque de cette période. »

- « L'abbé Perrot aurait critiqué l'exécution d'officiers de l'Armée polonaise à Katyn par les soviétiques, dans le cadre de l'accord germano-soviétique en cours alors, ce qui aurait fortement déplu à certains militants du PCF. » En effet, en juin 1943, l'abbé Perrot avait écrit dans sa revue Feiz ha Breiz un article intitulé Karnel Katyn (« Le charnier de Katyn »), dans lequel il promet aux Bretons le même sort que les Polonais si les Soviétiques remportent la guerre : « Les bois profonds de notre Bretagne, Le Cranou, Quénécan, qui deviendraient les Katyn de notre pays : des charniers d'humains, tués comme des bêtes, par les valets des bolcheviques, les communistes ! »[33]

## Écrits
- Gwerz hag istor Koatkeo, Saint-Pol-de-Léon, Feiz ha Breiz, 1933, 23 p.

### Vies des Saints
- Buez ar zent, Morlaix, Ar Gwaziou, 1911, 917 p.
- Bue ar Zent, pour le diocèse de Saint-Brieuc et Tréguier, avec Erwan ar Moal, Morlaix, Ar Gwaziou, 1912, 955 p.

### Théâtre
- Alanik al Louarn. Pe "n'euz den fin n'en deuz e goulz". Pez c'hoari plijadurus rimet e daou Arvest, Brest, Moullerez "Ar c'hourrier", 1905, 104 p. Adaptation en vers de la "Farce de maître Pathelin".
- Ar C'hornandoned (Les Korrigans), Rennes, Imprimerie Simon, 1907, 42 p.
- Dragon Sant Paol (Le dragon de saint Paul Aurélien), drame en trois actes et en vers, Rennes, Imprimerie Simon, 1907, 95 p.
- Dizro an dianket Keriolet, traduction de Le converti de Notre-Dame écrit par Joseph Le Bayon, Rennes, Imprimerie Simon, 1908, 15 p.
- Mouez ar goad, traduction de La voix du sang écrit par Joseph Le Bayon, Quimper, Le Goaziou, 1912, 173 p.
- An Aotrou Kerlaban, Brest, Moullerez ru ar C'hastell, 1922, 46 p., adaptation de la pièce de Molière Monsieur de Pourceaugnac.
- Eun Nozveziad reo gwenn, de R. G. Berry, traduit du gallois au breton par Y.-V. Perrot et Geraint Dyfnallt Owen, Brest, Moullerez ru ar C'hastell, 1922, 18 p.
- Yann Landevenneg, traduction de Jean de Landévennec écrit par François Cornou, Brest, Presse Libérale, 1924, 151 p.
- E-tal ar poull, Brest, Moullerez ru ar C'hastell, 1928, 16 p., adaptation de La Farce du Cuvier.
- En o eil bugaleach, de R. G. Berry, traduit du gallois au breton par Y.-V. Perrot et Geraint Dyfnallt Owen, Brest, Moullerez ru ar C'hastell, 1928, 22 p.
- Ar Vamm, traduction de Y Vam de Betty Eynon Davies et Kate Roberts, traduit du gallois au breton par Y.-V. Perrot et Meirion Dyfnallt Owen, Saint-Pol-de-Léon, éd. d’Arvor, 1935, 23 p.

### Œuvres posthumes
- Nonik, ar filouter fin. Adaptation des Fourberies de Scapin de Molière.
- Barzaz Bro-Leon : une expérience inédite de collecte en Bretagne, édition critique par Éva Guillorel, Rennes, Presses universitaires de Rennes ; Brest, Centre de recherche bretonne et celtique, 2012, 605 p,  (ISBN 978-2-7535-2244-2)